# Qaryut
Qaryut (àrab: قريوت, Qaryūt) és un vila palestina de la governació de Nablus, a Cisjordània, al nord de la vall del Jordà, 28 kilòmetres al sud-est de Nablus. Segons l'Oficina Central Palestina d'Estadístiques tenia 2.469 habitants en 2006. Els visitants occidentals identifiquen Qaryut amb l'antiga Coreae.

## Personatges notables
- Taysir Khalid (n. 1941), polític palestí